# Alain Knuser
Alain Knuser (7 de diciembre de 1994) es un deportista suizo que compite en bobsleigh. Ganó una medalla de bronce en el Campeonato Europeo de Bobsleigh de 2023, en la prueba cuádruple.

## Palmarés internacional
| Campeonato Europeo | Campeonato Europeo   | Campeonato Europeo | Campeonato Europeo |
| Año                | Lugar                | Medalla            | Prueba             |
| ------------------ | -------------------- | ------------------ | ------------------ |
| 2023               | Altenberg (Alemania) | Medalla de bronce  | Cuádruple          |